# Anomala sassana
Anomala sassana är en skalbaggsart som beskrevs av Ohaus 1925. Anomala sassana ingår i släktet Anomala och familjen Rutelidae. Inga underarter finns listade i Catalogue of Life.